# ヘラクレスの涙
『ヘラクレスの涙』（原題：The Tears of Hercules）は、ロッド・スチュワートが2021年に発表した31作目のスタジオ・アルバム。

## 背景
3曲はカヴァーで、残りは本作のために書き下ろされたオリジナル曲である。「サム・カインド・オブ・ワンダフル」はソウル・ブラザーズ・シックスによる歌唱で知られる曲のカヴァーで、タイトル曲は、マーク・ジョーダンが2004年に発表した曲のカヴァーである。
「アイ・キャント・イマジン」は妻のペニー・ランカスターに捧げられ、「タッチライン」は、自分と兄にフットボールを教えてくれた父親に捧げられた。「ボーン・トゥ・ブギー（トリビュート・トゥ・マーク・ボラン）」はマーク・ボランに捧げられ、サビの歌詞にはボランが率いていたT・レックスの代表曲のタイトルが織り込まれている。

## 反響・評価
全英アルバムチャートでは7週トップ100入りし、最高5位を記録した。Stephen Thomas Erlewineはオールミュージックにおいて5点満点中3点を付け「時に困惑させられ、時に馬鹿げており、時に甘美で、そして時に愛らしい」と評している。

## 収録曲
特記なき楽曲はロッド・スチュワートとケヴィン・サヴィガーの共作。
1. ワン・モア・タイム - One More Time - 3:58
2. ガブリエラ - Gabriella - 3:31
3. オール・マイ・デイズ - All My Days - 3:37
4. サム・カインド・オブ・ワンダフル - Some Kind of Wonderful (John Ellison) - 3:00
5. ボーン・トゥ・ブギー（トリビュート・トゥ・マーク・ボラン） - Born to Boogie (A Tribute to Marc Bolan) (Rod Stewart, Emerson Swinford) - 3:41
6. クークーアラマバマ - Kookooaramabama - 3:42
7. アイ・キャント・イマジン - I Can't Imagine (R. Stewart, Kevin Savigar, E. Swinford) - 3:36
8. ヘラクレスの涙 - The Tears of Hercules (Marc Jordan, Stephan Moccio) - 4:10
9. ホールド・オン - Hold On - 4:17
10. プレシャス・メモリーズ - Precious Memories - 3:58
11. ジーズ・アー・マイ・ピープル - These Are My People (Johnny Cash) - 2:57
12. タッチライン - Touchline - 4:00

### 日本盤ボーナス・トラック
1. アップ・オール・ナイト - Up All Night - 3:34

## レコーディング・メンバー
- ロッド・スチュワート - ボーカル
- ケヴィン・サヴィガー - キーボード、プログラミング
- エマーソン・スウィンフォード - ギター(on #2, #3, #4, #5, #6, #7, #9, #11)、ベース(on #5, #6)
- マイク・セヴァース - ギター(on #10)
- デヴィッド・パーマー - ドラムス(on #5)
- ジュリア・ソーントン - パーカッション(on #3, #4, #5, #8, #9, #11, #12)
- ジャンナ・ジャコビー - ヴァイオリン(on #1, #3)
- ジミー・ロバーツ - サクソフォーン(on #10)
- ホリー・ブルーワー - バッキング・ボーカル(on #1, #2, #3, #4, #5, #6, #7, #8, #9, #10, #12)
- アマンダ・ミラー - バッキング・ボーカル(on #1, #2, #3, #4, #5, #6, #8, #9, #10, #12)
- ジェマ・ミューズ - バッキング・ボーカル(on #1, #2, #3, #4, #5, #6, #7, #9, #10)
- ハーラノ・ウィークス - バッキング・ボーカル(on #4, #8, #9, #10, #11)
- マーク・アギェイ - バッキング・ボーカル(on #4, #8, #9, #10, #11)
- アデオラ・シャイロン - バッキング・ボーカル(on #4, #8, #9, #11)
- メリッサ・ヴェスジ - バッキング・ボーカル(on #4, #8, #9, #11)
- サブリナ・アデル - バッキング・ボーカル(on #4, #8, #9, #11)
- タヤ・プラント - バッキング・ボーカル(on #4, #8, #9, #11)
- ロッド・サヴィル - バッキング・ボーカル(on #7, #8, #11)
- ジェシカ・チルドレス - バッキング・ボーカル(on #9)
- T・ジェイ・ウィークス - バッキング・ボーカル(on #10)